# غريفيث يوحنا
غريفيث يوحنا (بالإنجليزية: Griffith John)‏ (و. 1831 – 1912 م) هو مترجم، ومبشر، ومترجم الكتاب المقدس ‏ من ويلز، والمملكة المتحدة لبريطانيا العظمى وأيرلندا، ولد في سوانزي، توفي في لندن، عن عمر يناهز 81 عاماً.